# Hermann Jimmerthal

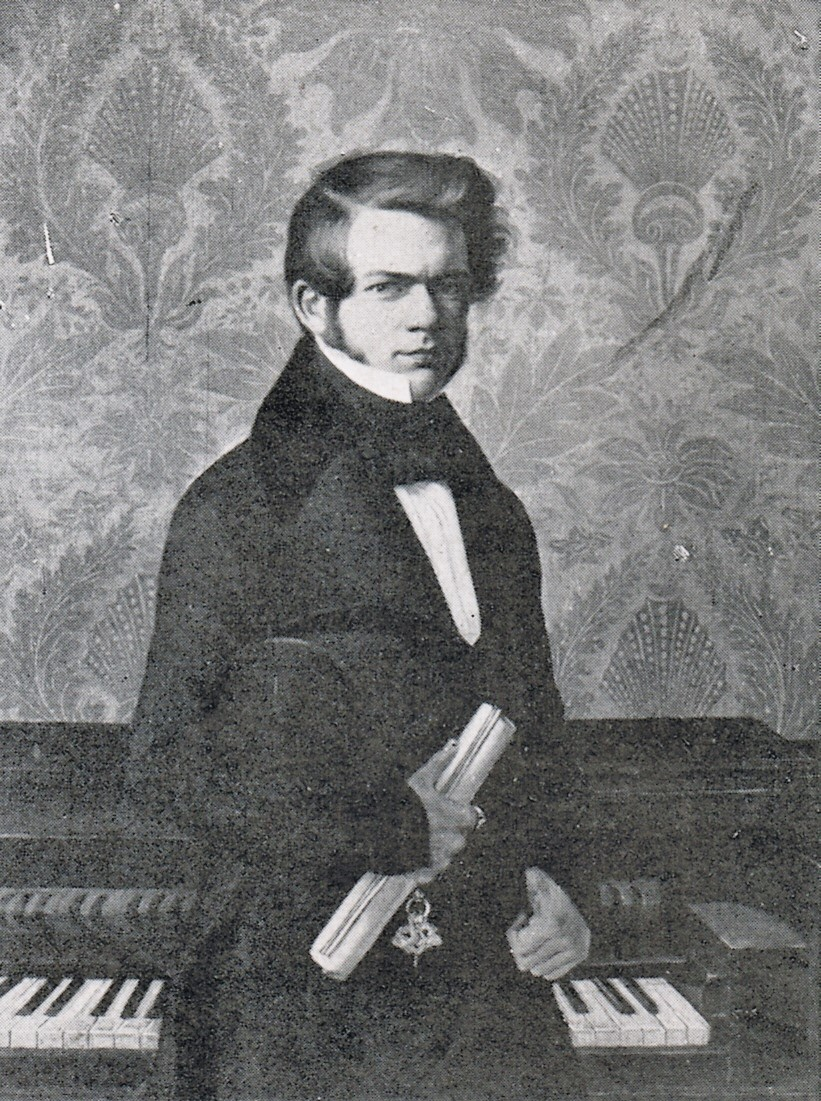
Joseph Wilhelm Pero: Hermann Jimmerthal im Jahre 1834

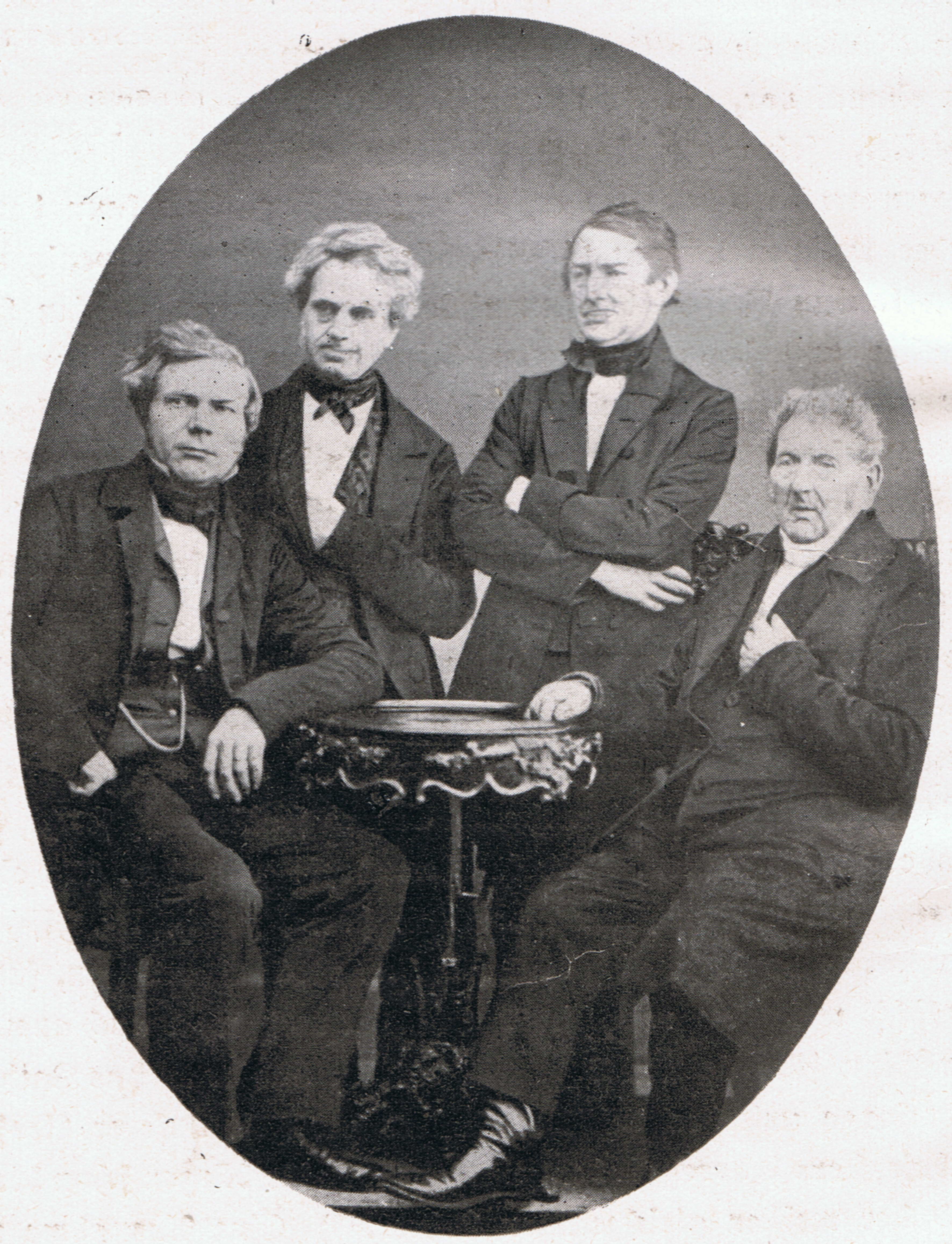
Hermann Jimmerthal (ganz links) 1848 mit den Lübecker Organisten Johann Daniel Zacharias Burjam (1802–1879), Johann Jochim Diedrich Stiehl (1800–1873) und Joachim Christoph Mandischer (1774–1860)

Johann Hermann Thomas Jimmerthal (* 14. August 1809 in Lübeck; † 17. September 1886 ebenda) war ein deutscher Organist und Komponist.

## Leben
Nach seiner Ausbildung, unter anderem durch einen halbjährigen Aufenthalt 1834 bei Felix Mendelssohn Bartholdy in Düsseldorf, wurde Jimmerthal ein Jahr später zunächst Lehrer an der Lübecker Ernestinenschule und Musiklehrer am Lübeckischen Lehrer-Seminar. Einer seiner dortigen Seminarschüler sollte später Karl Lichtwark sein. 1835 richtete er nach langer Pause erstmals wieder Kirchenkonzerte in Lübeck ein: die Palmsonntagskonzerte in der Aegidienkirche. Hier gab er 1841 erstmals ein Orgelkonzert mit Werken Johann Sebastian Bachs. 1845 wurde er als Nachfolger Gottfried Hermanns zum Organisten der Lübecker Marienkirche berufen. Wie viele seiner Amtsvorgänger war er als Werkmeister zugleich für Verwaltungsaufgaben zuständig. Er war Mitglied der Lübecker Freimaurerloge Zur Weltkugel.
Im Gegensatz zu seinem Vorgänger Herrmann, der sich mehr als Orchesterdirigent und Chorleiter verstand und Klavier und Violine der Orgel vorzog, sah Jimmerthal sich vor allem als Organist. In seine Amtszeit fiel 1851 bis 1854 der völlige Neubau der Großen Orgel der Marienkirche durch Johann Friedrich Schulze im Geist der Zeit, mit 4 Manualen, Pedal und 80 Stimmen innerhalb des historischen Prospektes des Bildschnitzers Benedikt Dreyer, der dafür von Carl Julius Milde restauriert und erweitert wurde.
Aus den ihm als Werkmeister zur Verfügung stehenden Akten und Schriftstücken stellte Jimmerthal 1857 eine umfassende handschriftliche Chronik der Marienkirche zusammen. Da viele seiner Quellen heute nicht mehr erhalten sind, ist diese Jimmerthal-Chronik selbst zu einer wichtigen Quelle geworden.
Jimmerthal war ein Verfechter der Wiederherstellung der rhythmischen Melodien der Kirchenlieder des 16. Jahrhunderts. 1859 beauftragte ihn der Senat mit der Ausarbeitung des lübeckischen Choralbuches.
Jimmerthal, der im Marienwerkhaus lebte, gilt als Vorbild für die Figur des Edmund Pfühl in Thomas Manns Buddenbrooks. Mann verwendete Jimmerthals Namen auch für die Figur des Erwin Jimmerthal in Tonio Kröger sowie des Musikprofessors Jimmerthal in Doktor Faustus.
Er ist Widmungsträger des Orgelwerkes Chromatische Fuge, op.84 von Hermann Berens.

## Werke
- Mehrstimmige Chorgesänge (Motetten, Psalmen etc.) für Sopran- und Altstimmen ohne Begleitung, zunächst zum gottesdienstlichen Gebrauch bestimmt. Lübeck: Borchers o. J.

Digitalisat, Stadtbibliothek Lübeck

### Schriften
- Zur Geschichte der St. Marien Kirche in Lübeck und deren innern und aussern Verhaltnisse gesammelte Materialien aus den sammtlichen Schriften des Kirchen Archivs, alteren Lübeckischen Chroniken, etc. 1857 (Manuskript im Archiv der Hansestadt Lübeck)
- Beschreibung der großen Orgel in der St. Marien-Kirche zu Lübeck, erbaut in den Jahren 1851–1854 von den Orgelbaumeistern Johann Friedrich Schulze sen. und Edmund Schulze jun.: nebst einem Anhang, die Dispositionen mehrerer bedeutender Orgelwerke der neuern Zeit enthaltend. Körner, Erfurt, Leipzig 1859.
- Die astronomische Uhr in der St. Marienkirche zu Lübeck. Rahtgens, Lübeck 1861.
- Gesanglehre und Liederbuch für Volks- und Bürgerschulen: in vier Heften. Kaibel, Lübeck um 1890.